# Phoroncidia quadrispinella
Phoroncidia quadrispinella är en spindelart som beskrevs av Embrik Strand 1907. Phoroncidia quadrispinella ingår i släktet Phoroncidia och familjen klotspindlar.
Artens utbredningsområde är Madagaskar. Inga underarter finns listade i Catalogue of Life.